# Ephyrodes eviola
Ephyrodes eviola är en fjärilsart som beskrevs av George Francis Hampson 1926. Ephyrodes eviola ingår i släktet Ephyrodes och familjen nattflyn. Inga underarter finns listade i Catalogue of Life.